# Cala Murta
|  | No s'ha de confondre amb Cala Murtra. |

Cala Murta és una cala de petites dimensions situada a l'est de Mallorca, a Porto Cristo, just a la vora de les Coves del Drac i de la Torre des Serrals dels Falcons al carrer Joan Servera Camps.

## Característiques
Cala Murta és una cala molt petita, l'entrada per mar és de petites dimensions cosa que fa impossible l'entrada de grans embarcacions, no obstant això, és un lloc que crida molt l'atenció als habitants de Portocristo, ja que la bellesa del fons marí i coloració de les seves aigües són característiques d'aquesta cala.
Tota la cala està formada per roques, i no té cap mena de servei, ja que és una cala verge molt cuidada pels banyistes que s'acosten per gaudir de les seves aigües a l'estiu.
És un lloc tranquil on es pot admirar la bellesa, i coloració de les seves aigües i el seu paisatge.
La principal característica d'aquesta cala i cosa que la fa única a Mallorca és la presència d'una font d'aigua natural que brolla dins l'aigua salada. Aquesta aigua natural prové de les Coves del Drac i fa que les aigües d'aquesta cala siguin úniques en la costa mallorquina.

## Accés
Just hi ha dues vies d'arribada a Cala Murta:
- Amb embarcació a través de la mar.
- Amb cotxe fins a les Coves del Drac (Portocristo) i després caminant de les coves a la cala.

Per arribar a Cala Murta en cotxe hem d'arribar a Portocristo al qual s'arriba a través de Manacor per la carretera PM-402. Una vegada hem arribat a Portocristo hem d'agafar la carretera que va cap a Porto Colom i just a la sortida de Portocristo hem de gira cap a les Coves del Drac lloc on hem d'aparcar el cotxe i continuar caminar durant uns 10 minuts fins a poder arribar a la cala.